# Monique Noirot

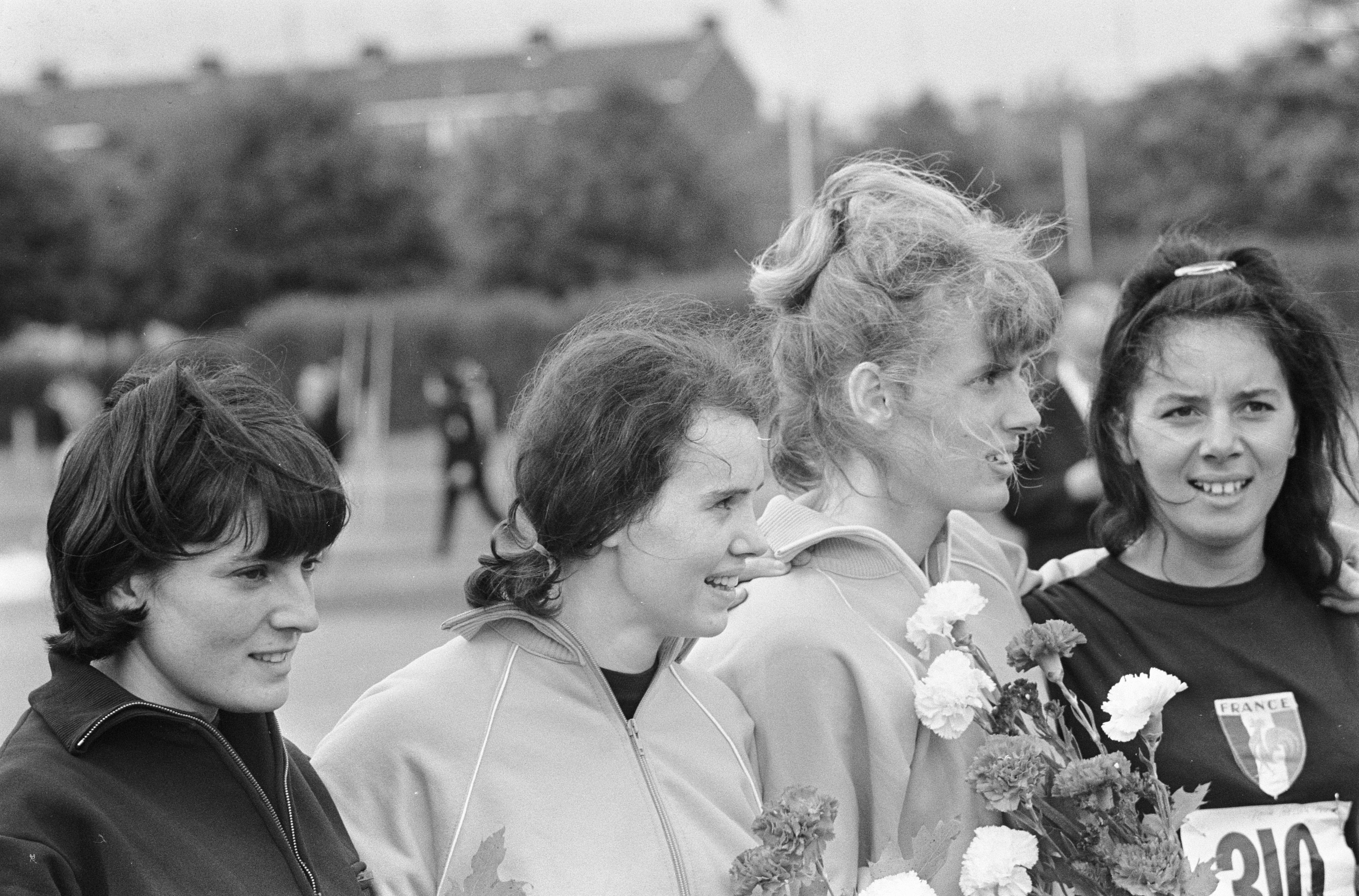
Monique Noirot (links) und Colette Besson (rechts) 1966 beim Länderkampf gegen die Niederländerinnen

Monique Noirot, vor der Heirat Monique Wideman (* 10. Oktober 1941 in Talence), ist eine ehemalige französische Leichtathletin. Sie gewann bei Europameisterschaften eine Bronzemedaille im 400-Meter-Lauf.

## Sportliche Karriere
Die 1,62 Meter große Noirot startete für ASPTT Bordeaux. Sie gewann 1964 den französischen Meistertitel im 200-Meter-Lauf. Von 1965 bis 1967 wurde sie dreimal Meisterin über 400 Meter.
International trat Noirot von 1960 bis 1973 bei 34 Wettkämpfen mit der französischen Nationalmannschaft an. Bei den Europameisterschaften 1966 in Budapest siegte Anna Chmelková aus der Tschechoslowakei im 400-Meter-Lauf mit einer Sekunde Vorsprung vor der Ungarin Antónia Munkácsi. 0,1 Sekunden hinter der Ungarin erlief Noirot die Bronzemedaille in 54,0 Sekunden vor der zeitgleichen Ljudmila Samotjossowa aus der Sowjetunion. Bei den Olympischen Spielen 1968 in Mexiko-Stadt erreichte Noirot das Halbfinale und schied dann als Siebte ihres Laufs aus. 1971 bei den Europameisterschaften in Helsinki erreichte die französische 4-mal-400-Meter-Staffel mit Monique Noirot, Nicole Duclos, Bernadette Martin und Colette Besson das Finale. Im Endlauf verlor Duclos den Staffelstab und die französische Staffel kam nicht ins Ziel.
Ihr 1969 geborener Sohn Olivier Noirot war ebenfalls französischer Meister im 400-Meter-Lauf.